# Cayenne

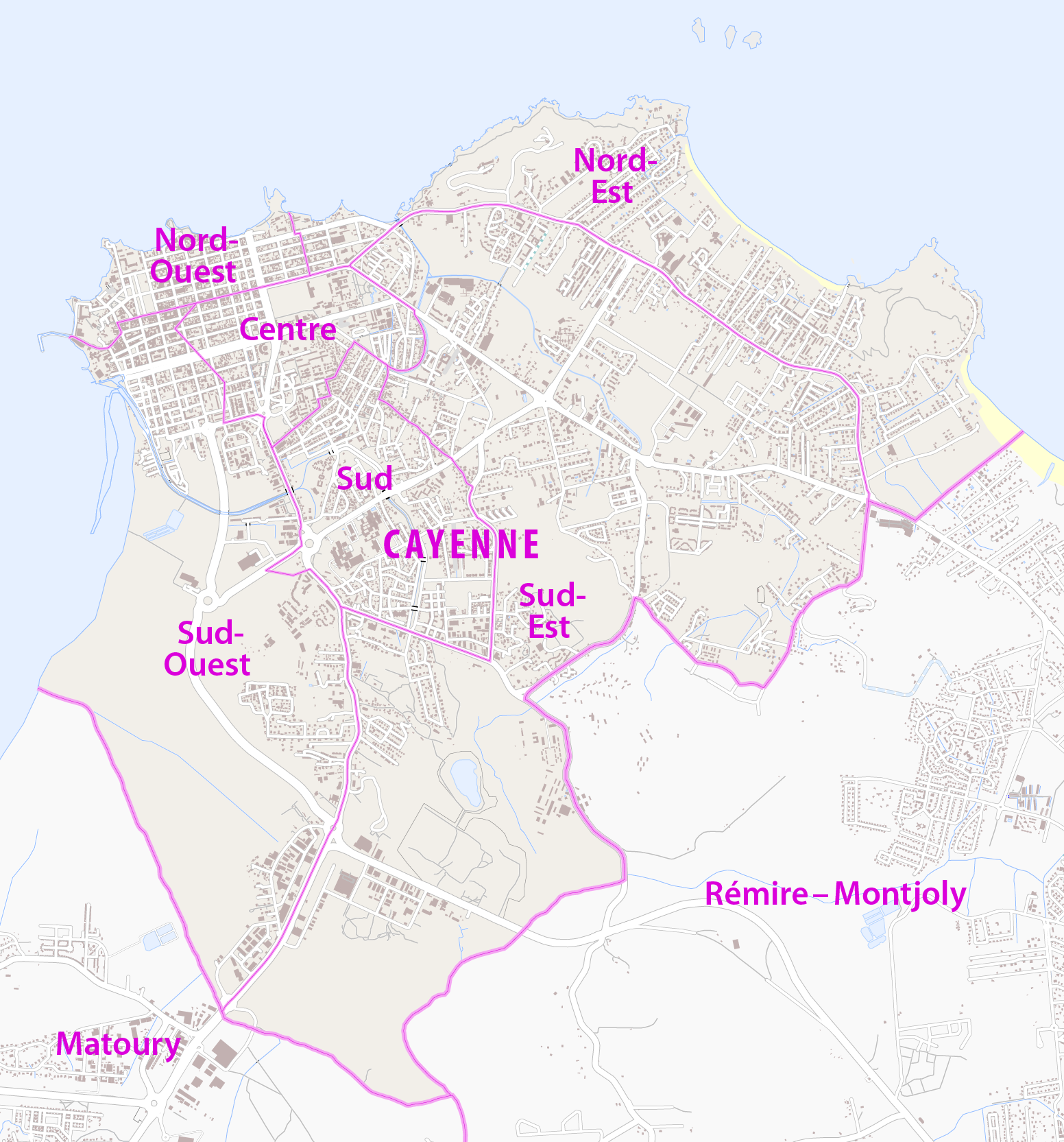

Cayenne este un oraș francez, prefectura departamentului și capitala regiunii Guyana Franceză, în America de Sud.
Se află lângă Oceanul Atlantic, la o altitudine de 143 m deasupra nivelului mării. Are o suprafață de 23,6 km². Populația este de 63.956 locuitori, determinată în 1 ianuarie 2022, prin recensământ.

## Personalități născute aici
- Claude Dambury (n. 1971), fotbalist.